# Edmund J. Davis
Edmund Jackson Davis (2 de outubro de 1817, St. Augustine,Flórida - 7 de fevereiro de 1883, Austin, Texas) foi 14º governador do Texas, de 8 de janeiro de 1870 a 15 de janeiro de 1874. Também foi um militar, combatendo na Guerra de Secessão.